# Eryngium larranagai
 Eryngium larranagai é uma espécie de planta com flor pertencente à família Apiaceae, descrita originalmente, por Minosuke Hiroe.
Foi nomeada em homenagem ao padre, político e cientista uruguaio Dámaso Antonio Larrañaga.